# Заборський Олександр Клавдійович
Олекса́ндр Кла́вдійович Забо́рський (? — 18 березня 2022, Запорізька область) — український військовослужбовець, майстер-сержант 19 РБр Збройних сил України, учасник російсько-української війни. Лицар ордена Богдана Хмельницького III ступеня (2022, посмертно).

## Життєпис
Учасник бойових дій з 2014 року. Проходив службу в 19-й окремій ракетній бригаді «Свята Варвара».
Загинув 18 березня 2022 року під час виконання бойового завдання в Запорізькій області.
Похований 22 червня 2022 року у Хмельницькому.
Залишилися дружина та син.

## Нагороди
- орден Богдана Хмельницького III ступеня (6 квітня 2022, посмертно) — за особисту мужність і самовіддані дії, виявлені у захисті державного суверенітету та територіальної цілісності України, вірність військовій присязі[1];
- почесний громадянин міста Хмельницького (23 вересня 2022) — за видатні заслуги перед українським народом та Хмельницькою міською територіальною громадою.